# Mont Asahi (Yamagata)
Pour les articles homonymes, voir Mont Asahi.
Le mont Asahi (朝日岳, Asahi-dake) est un sommet du Japon situé sur l'île de Honshū dans la préfecture de Yamagata. Avec 1 871 mètres d'altitude, il fait partie de la liste des 100 montagnes célèbres du Japon.